# Кубок Росії з футболу 2009—2010
Кубок Росії з футболу 2009–2010 — 18-й розіграш кубкового футбольного турніру в Росії. Титул вдруге здобув Зеніт.

## Календар
| Раунд            | Дата                       | Матчі | Клуби     |
| ---------------- | -------------------------- | ----- | --------- |
| Попередній раунд | 20 квітня - 3 травня 2009  | 4     | 120 → 116 |
| Перший раунд     | 24 квітня - 14 травня 2009 | 32    | 116 → 84  |
| Другий раунд     | 14 травня - 7 червня 2009  | 24    | 84 → 60   |
| Третій раунд     | 5-18 червня 2009           | 12    | 60 → 48   |
| Четвертий раунд  | 1 липня 2009               | 16    | 48 → 32   |
| 1/16 фіналу      | 15 липня 2009              | 16    | 32 → 16   |
| 1/8 фіналу       | 5 серпня 2009              | 8     | 16 → 8    |
| 1/4 фіналу       | 7 квітня 2010              | 4     | 8 → 4     |
| 1/2 фіналу       | 21 квітня 2010             | 2     | 4 → 2     |
| Фінал            | 16 травня 2010             | 1     | 2 → 1     |

## 1/16 фіналу
| Команда 1                | Рахунок | Команда 2        |
| ------------------------ | ------- | ---------------- |
| 15 липня 2009            |         |                  |
| Промінь-Енергія (2)      | 3:0     | Сатурн           |
| СКА-Енергія (2)          | 2:1     | Локомотив        |
| Сибір (2)                | 1:0     | Кубань           |
| Челябінськ (3)           | 2:1     | Крила Рад        |
| Урал (2)                 | 1:0     | ЦСКА             |
| Мордовія (3)             | 2:1     | Терек            |
| Авангард (Курськ) (3)    | 1:2     | Амкар            |
| Авангард (Подольськ) (3) | 4:2     | Ростов           |
| Волга (Твер) (3)         | 4:3 дч  | Рубін            |
| Волгар-Газпром-2 (2)     | 2:0     | Динамо (Москва)  |
| Аланія (2)               | 1:0     | Том              |
| Нижній Новгород (2)      | 2:0 дч  | Спартак-Нальчик  |
| Торпедо (Владимир) (3)   | 0:2     | Зеніт            |
| Краснодар (2)            | 1:2     | Спартак (Москва) |
| Салют (Бєлгород) (2)     | 0:2     | Москва           |
| Балтика (2)              | 2:1     | Хімки            |

## 1/8 фіналу
| Команда 1           | Рахунок         | Команда 2                |
| ------------------- | --------------- | ------------------------ |
| 5 серпня 2009       |                 |                          |
| Промінь-Енергія (2) | 2:1 дч          | СКА-Енергія (2)          |
| Челябінськ (3)      | 0:2             | Мордовія (3)             |
| Амкар               | 2:1             | Авангард (Подольськ) (3) |
| Урал (2)            | 1:2             | Сибір (2)                |
| Волга (Твер) (3)    | 2:2 дч пен. 4:2 | Балтика (2)              |
| Спартак (Москва)    | 1:2             | Москва                   |
| Аланія (2)          | 2:1 дч          | Волгар-Газпром-2 (2)     |
| Зеніт               | 2:1 дч          | Нижній Новгород (2)      |

## 1/4 фіналу
| Команда 1     | Рахунок | Команда 2           |
| ------------- | ------- | ------------------- |
| 7 квітня 2010 |         |                     |
| Москва        | -:+     | Амкар               |
| Сибір (2)     | 3:0     | Промінь-Енергія (2) |
| Мордовія (3)  | 0:3     | Аланія (2)          |
| Зеніт         | 2:0     | Волга (Твер) (3)    |

## 1/2 фіналу
| Команда 1      | Рахунок         | Команда 2  |
| -------------- | --------------- | ---------- |
| 21 квітня 2010 |                 |            |
| Сибір (2)      | 3:0             | Аланія (2) |
| Амкар          | 0:0 дч пен. 2:4 | Зеніт      |

## Фінал
| 16 травня 2010 13:00 (EEST) |

| Зеніт              | 1:0      | Сибір (2) |
| ------------------ | -------- | --------- |
| Широков 60' (пен.) | Протокол |           |

| Олімп-2, Ростов-на-Дону Глядачів: 15 000 Арбітр: Олександр Колобаєв |